# Гостивар (община)
Го́стивар (макед. Општина Гостивар, алб. Komuna e Gostivarit) — община в Северной Македонии. Расположена на северо-западе страны. Население составляет 81 042 человека (2002 год).
Административный центр — город Гостивар.
Площадь территории общины 483,43 км².
Граничит с общинами Северной Македония:
- на севере — с общиной Врапчиште;
- на северо-востоке — с общиной Брвеница;
- на востоке — с общиной Македонски-Брод;
- на юго-востоке — с общиной Осломей;
- на юге — с общиной Заяс;
- на юго-западе — с общиной Маврово и Ростуша;

На западе граничит с префектурой Кукес Албании, а на северо-западе с общиной Драгаш автономного края Косово и Метохия Сербии.
Кроме города Гостивар в состав общины входят ещё 34 села: Балин-Дол, Беловиште, Бродец, Вруток, Горна-Баньица, Горно-Йеловце, Горна-Гёновица, Дебреше, Долна-Баньица, Долно-Йеловце, Долна-Гёновица, Железна-Река, Здунье, Корито, Куново, Лакавица, Лешница, Мало-Турчане, Мердита, Митрой-Крсти, Падалиште, Печково, Симница, Србиново, Сушица, Страяне, Равен, Речане, Трново, Тумчевиште, Кяфа, Форино, Чайле и Чегране.
Этническая структура населения в общине:
- албанцы — 53 283 чел. (66,37 %);
- македонцы — 15 870 чел. (19,77 %);
- турки — 7991 чел. (9,95 %);
- цыгане — 2237 чел. (2,79 %);
- сербы — 160 чел. (0,20 %);
- боснийцы — 39 чел. (0,05 %);
- арумыны — 15 чел. (0,02 %);
- остальные — 685 чел. (0,85 %).